# Daniel Fischer (Skirennläufer)
Daniel Fischer (* 2. Februar 1985) ist ein deutscher Skirennläufer. Er gehört als Nachwuchsfahrer dem B-Kader des Deutschen Skiverbandes (DSV) an und gilt dort als Allrounder.

## Leben
Fischer wurde als Sohn des Biathleten Fritz Fischer geboren und wuchs in Ruhpolding auf. Im Alter von vier Jahren stand er in Begleitung seiner Mutter am heimischen Westernberg erstmals auf Skiern. Nach dem Besuch der Realschule in Marquartstein trat er in den Dienst der Bundespolizei. 
Ab Dezember 2000 nahm er regelmäßig an den im Alpenraum ausgetragenen FIS-Rennen teil und rückte im Januar 2004 in den Europacup-Kader des DSV auf, konnte aber bislang noch nicht in die Spitzenränge vordringen.
Die bislang größten Erfolge seiner Karriere feierte er im März 2007, als er in Lohberg – allerdings in Abwesenheit der deutschen Spitzenfahrer – Deutscher Meister im Riesenslalom und in der Kombination sowie Vizemeister im Slalom wurde.